# Sampaio Corrêa Futebol Clube
Il Sampaio Corrêa Futebol Clube, noto anche semplicemente come Sampaio Corrêa, è una società calcistica brasiliana con sede nella città di São Luís, capitale dello stato del Maranhão.

## Storia
Il 25 marzo 1923, il club è stato fondato con il nome di Associação Sampaio Corrêa Futebol Clube. Abrahão Andrade fu il primo presidente de Sampaio Corrêa. Il club è stato chiamato così in onore dell'idrovolante Sampaio Corrêa II, che ha visitato la città di São Luís il 12 dicembre 1922, ed era stato guidato da due piloti, il brasiliano Pinto Martins e lo statunitense Walter Milton. Il 26 aprile 1925 il club ha giocato la sua prima partita ufficiale. Il Sampaio Corrêa ha vinto contro il Luso Brasileiro 1-0. Il gol è stato siglato da Lobo.
Il 17 dicembre 1972, il club ha vinto il Campeonato Brasileiro Série B, dopo aver sconfitto il Campinense in finale. Tuttavia, nessun club venne promosso in prima divisione.
Nel 1997, il club ha vinto il Campeonato Brasileiro Série C, dopo aver sconfitto il Francana 3-1 nell'ultima partita, e venendo promosso per la seconda divisione dell'anno successivo. Nel 1998, il Sampaio Corrêa ha vinto la Copa Norte, dopo aver sconfitto il São Raimundo-AM in finale. Nello stesso anno, il club ha raggiunto le semifinali della Coppa CONMEBOL. Il Sampaio Corrêa sconfisse l'América-RN agli ottavi di finale, poi il Deportes Quindío della Colombia ai quarti di finale, ma venne eliminato dal Santos nelle semifinali.

## Palmarès

### Competizioni nazionali
- Campeonato Brasileiro Série B: 1

1972
- Campeonato Brasileiro Série C: 1

1997
- Campeonato Brasileiro Série D: 1

2012

### Competizioni regionali
- Copa Norte: 1

1998
- Copa do Nordeste: 1

2018

### Competizioni statali
- Campionato Maranhense: 37

1933, 1934, 1940, 1942, 1953, 1954, 1956, 1961, 1962, 1964, 1965, 1972, 1975, 1976, 1978, 1980, 1984, 1985, 1986, 1987, 1988, 1990, 1991, 1992, 1997, 1998, 2002, 2003, 2010, 2011, 2012, 2014, 2017, 2020, 2021, 2022, 2024

### Altri piazzamenti
- Campeonato Brasileiro Série C:

Secondo posto: 2013, 2019
- Campionato Maranhense:

Secondo posto: 2016
- Copa Norte:

Finalista: 1999
- Coppa CONMEBOL:

Semifinalista: 1998

## Rosa 2016
| N. |                    | Ruolo | Calciatore       |
| -- | ------------------ | ----- | ---------------- |
|    | Brasile (bandiera) | P     | Jean             |
|    | Brasile (bandiera) | P     | Naylson          |
|    | Brasile (bandiera) | P     | Rodrigo Ramos    |
|    | Brasile (bandiera) | D     | Alex Baiano      |
|    | Brasile (bandiera) | D     | Breno            |
|    | Brasile (bandiera) | D     | Éder             |
|    | Brasile (bandiera) | D     | Guilherme Lucena |
|    | Brasile (bandiera) | D     | Héverton         |
|    | Brasile (bandiera) | D     | Itapera          |
|    | Brasile (bandiera) | D     | Luiz Otávio      |
|    | Brasile (bandiera) | D     | Mimica           |
|    | Brasile (bandiera) | D     | Paulo Sergio     |
|    | Brasile (bandiera) | D     | Rafael Estevam   |
|    | Brasile (bandiera) | D     | Ruhan            |
|    | Brasile (bandiera) | D     | Uirá Marques     |
|    | Brasile (bandiera) | D     | Wágner Fogolari  |
|    | Brasile (bandiera) | D     | Guilherme Choco  |
|    | Brasile (bandiera) | C     | Carlos Copetti   |
|    | Brasile (bandiera) | C     | Cleitinho        |

| N. |                    | Ruolo | Calciatore         |
| -- | ------------------ | ----- | ------------------ |
|    | Brasile (bandiera) | C     | Daniel Barros      |
|    | Brasile (bandiera) | C     | Diego Lorenzi      |
|    | Brasile (bandiera) | C     | Diogo Orlando      |
|    | Brasile (bandiera) | C     | Enercino           |
|    | Brasile (bandiera) | C     | Esquerdinha        |
|    | Brasile (bandiera) | C     | Fernandinho        |
|    | Brasile (bandiera) | C     | Hiltinho           |
|    | Brasile (bandiera) | C     | Gustavo Marmentini |
|    | Brasile (bandiera) | C     | Lucas Sotero       |
|    | Brasile (bandiera) | C     | Rayllan            |
|    | Brasile (bandiera) | C     | Tássio             |
|    | Brasile (bandiera) | A     | Edgar              |
|    | Brasile (bandiera) | A     | Felipe Costa       |
|    | Brasile (bandiera) | A     | Felipe Paulista    |
|    | Brasile (bandiera) | A     | Henrique           |
|    | Brasile (bandiera) | A     | Pimentinha         |
|    | Brasile (bandiera) | A     | Thiago Santos      |